# Amarpātan
Amarpātan är en ort i Indien.   Den ligger i distriktet Satna och delstaten Madhya Pradesh, i den centrala delen av landet, 600 km sydost om huvudstaden New Delhi. Amarpātan ligger 362 meter över havet och antalet invånare är 16 858.
Terrängen runt Amarpātan är platt västerut, men österut är den kuperad. Runt Amarpātan är det tätbefolkat, med 286 invånare per kvadratkilometer. Det finns inga andra samhällen i närheten. Trakten runt Amarpātan består till största delen av jordbruksmark.